# Micromya orientalis
Micromya orientalis är en tvåvingeart som först beskrevs av Grover 1962.  Micromya orientalis ingår i släktet Micromya och familjen gallmyggor. Inga underarter finns listade i Catalogue of Life.